# Alekszandr Ivanovics Pugyin
Alekszandr Ivanovics Pugyin (oroszul: Алекса́ндр Ива́нович Пу́дин, moksául: Сандор Пудин, Szandor Pugyin; 1958. január 16. –) moksa író, költő, drámaíró, újságíró, színházi rendező, a mordvin irodalom és közélet ismert szereplője. 2014 és 2017 között a Rosztovi Gorkij Színház művészeti igazgatója volt. Irodalmi, színházi tevékenységéért számos díjban részesült. 

## Élete és pályafutása
A Zubova Poljana-i járásban született, szülei mindketten falusi tanítók. A nyolcosztályos iskola elvégzése után a szaranszki elektrotechnikai szakközépiskolába járt. Sikeresen felvételizett a Makszim Gorkij Irodalmi Intézetbe, ahol költészetet tanult. Ezt követően a mordvin könyvkiadónál dolgozott szerkesztőként. 1984-től a Mordvin Írószövetség irodalmi tanácsadója volt. 1990-től a Mordvin Nemzeti Színház igazgatója és művészeti vezetője volt, rendezett is, 1995-től pedig a Mordvin Köztársaság vezetőjének sajtótitkáraként dolgozott. Egy ideig vezette a moszkvai Pokrovka Színházat, valamint az Izvesztyija Mordovii (Известия Мордовии) újságot is. 
Első művét a Moksa (Мокша) folyóirat közölte le 1975-ben. 1981-ben jelent meg első verseskötete, Koda erjat-ascsat (Кода эрят-ащат, Hogy s mint?) címmel. Több verseskötete is megjelent, mind moksául, mind oroszul, jórészt saját fordításában. Igazi hírnevet drámái hoztak a számára, több mint 30 színdarabot írt. A Mariföldi Nemzeti Színházban hat színdarabját mutatták be, de finnországi fesztiválon is játszották egy színművét.